# Cremastra
Cremastra is een geslacht uit de orchideeënfamilie, onderfamilie Epidendroideae.
Het geslacht telt vier soorten die voorkomen van het uiterste oosten van Rusland tot in Indochina.

## Naamgeving en etymologie
- Synoniem: Hyacinthorchis Blume (1849)
- Engels: The Handle Orchid

De geslachtsnaam Cremastra is afkomstig van Oudgrieks κρεμάστρα, kremastra'en betekent 'ketting'.

## Kenmerken
Cremastra zijn terrestrische orchideeën met gegroepeerde, eivormige pseudobulben waarop 1 of 2 rechtopstaande tot overhangende, geplooide bladeren ontspringen. De bloeiwijze is een zijdelingse, rechtopstaande, onvertakte, ijl tot dicht bebloemde tros.
De bloemen zijn geresupineerd, afhangend, smal buisvormig met gelijkvormige, vrijstaande maar nauwelijkse geopende kelk- en kroonbladen. De bloemlip is slank, drielobbig, en draagt een kleine callus. Het gynostemium is lang en dun en draagt vier pollinia in twee paren, vastgehecht aan een halfcirkelvormig viscidium.

## Taxonomie
Cremastra wordt tegenwoordig samen met de geslachten Calypso en Corallorhiza en nog enkele ander tot de tribus Calypsoeae gerekend.
Het geslacht telt vier soorten. De typesoort is C. appendiculata.
- Cremastra aphylla T.Yukawa (1999)
- Cremastra appendiculata (D.Don) Makino (1904)
- Cremastra guizhouensis Q.H.Chen & S.C.Chen (2003)
- Cremastra unguiculata (Finet) Finet (1897)

Geslachten: Aplectrum · Calypso · Changnienia · Corallorhiza · Cremastra · Dactylostalix · (Didiciea) · Ephippianthus · Govenia · Oreorchis · Tipularia · Yoania · Wullschlaegelia